# 13 Blues for Thirteen Moons
13 Blues for Thirteen Moons ist das fünfte Studioalbum der kanadischen Post-Rock-Band Thee Silver Mt. Zion Memorial Orchestra & Tra-La-La-Band. Das Album erschien im März 2008. Das Album besteht aus einem instrumentalen Intro, aufgeteilt in zwölf Stücke von jeweils nur wenigen Sekunden Länge, und folgend vier jeweils über zehn Minuten langen Stücken.
Die Linernotes im CD-Booklet wurden Himnos de Sion betitelt, das Booklet beinhaltet erstmals in der Geschichte der Band ebenso die Songtexte.

## Liste der Stücke
1. [kein Titel] – 0:05
2. [kein Titel] – 0:04
3. [kein Titel] – 0:04
4. [kein Titel] – 0:05
5. [kein Titel] – 0:06
6. [kein Titel] – 0:05
7. [kein Titel] – 0:06
8. [kein Titel] – 0:06
9. [kein Titel] – 0:06
10. [kein Titel] – 0:07
11. [kein Titel] – 0:07
12. [kein Titel] – 0:11
13. 1,000,000 Died to Make This Sound – 14:42
14. 13 Blues for Thirteen Moons – 16:45
15. Black Waters Blowed/Engine Broke Blues – 13:05
16. BlindBlindBlind – 13:17

## Rezeption
Das Album traf auf gemischte Kritiken. So vergab AllMusic 4,5 von 5 möglichen Sternen und schrieb, die Band hätte nie in ihrer Karriere „so hart oder so überzeugend gerockt.“ Dagegen vergab Pitchfork nur 5,2 von 10 möglichen Punkten: Es sei „dieser Sinn von erzwungener Bedeutung, der dem Album den Spaß nimmt.“
Laut.de bewertete das Album mit 4 von 5 Sternen. Zwar sei es „aufgrund kratzbürstiger Kompositionen einem elitären Kreis Wissender vorbehalten“, doch es sei  „[b]eruhigend, dass überhaupt noch Musiker mit Anliegen unter uns weilen.“